# Antichloris intensa
Antichloris intensa är en fjärilsart som beskrevs av Rothschild 1912. Antichloris intensa ingår i släktet Antichloris och familjen björnspinnare. Inga underarter finns listade i Catalogue of Life.